# Пенеплен

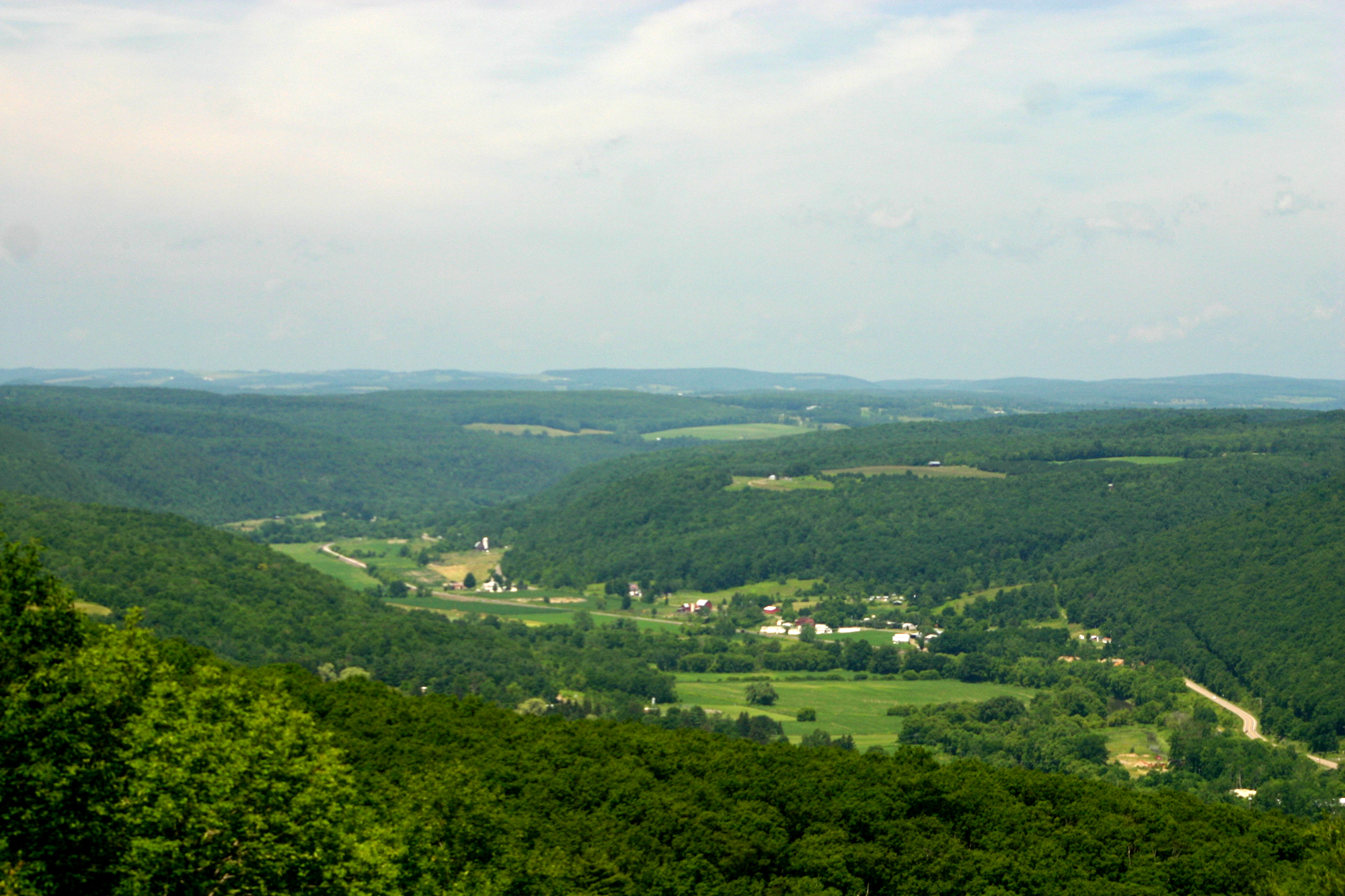
Долина р. Канистео (Нац. парк Pinnacle, США). Древний пенеплен испытал и неоднократные четвертичные оледенения, ещё более сгладившие рельеф поверхности речного бассейна, представляющую сейчас из себя низкогорное плато.

Пенеплен (от лат. paene — почти и англ. plain — равнина) — в геоморфологии, практически ровная, местами слабовсхолмлённая поверхность, которая была сформирована на месте древних гор. Процесс формирования пенеплена называется выравниванием рельефа или пенепленизацией.

## Термин
Термин англ. peneplain был предложен Уильямом Моррисом Дэйвисом в конце XIX века. Общая же разработка теории формирования склонов и водоразделов и формирования пенепленов и других поверхностей выравнивания принадлежит Уильяму Дэйвису, Альбрехту Пенку, Вальтеру Пенку и Лестеру Кингу.
В отличие от аккумулятивной поверхности выравнивания пенеплен, следовательно, — это денудационная равнина по складчатому и/или кристаллическому субстрату («срезанным» горам), выровненному в условиях тектонического покоя или стабильности комплексом экзогенных процессов.

## Описание
Пенеплен часто перекрыт корой химического выветривания, мощность которой может достигать десятков метров. В современном рельефе наиболее достоверно последним, как полагала З. А. Сваричевская, является нижне-триасовый, хотя возможно, подчёркивала она, что эта поверхность имеет более молодой, меловой, возраст, поскольку верхнетриасовый известен, в основном, в погребённом состоянии.
Например, Алтай, Тянь-Шань, Восточный Казахстан, Салаир и прилегающие поверхности были пенепленизированы к концу позднемеловой эпохи. Практически вся эта территория представляла собой «почти равнину», то есть увалистый платообразный слаборасчленённый мелкосопочник, весьма похожий, как писал О. М. Адаменко, на обширный современный мелкосопочник пенепленизированных равнин Центрального и Северного Казахстана. Этот рельеф сохранялся до конца палеогена, когда началось возрождение древних денудированных складчатых структур, то есть начали вновь подниматься горы Южной Сибири. Фрагменты мел-палеогенового пенеплена были частично разрушены, денудированы, перемещены на различные гипсометрические уровни (часто в виде предгорных лестниц), но частично и сохранились, представляя собой, в частности, на Алтае, огромные плато и плоскогорья (Чулышманское, Укок и др.), а также днища высокогорных впадин — Джулукульской, Улаганской, Тархатинской и др., в которые врезаны глубокие, молодые, речные долины рек Чулышмана, Башкауса, Аргута, Бии, котловина Телецкого озера и т. д.
Пенеплен переходит в денудационные пластовые равнины и синхронные и коррелятные им аккумулятивные поверхности на территориях, заполняющихся продуктами денудации: в замкнутых впадинах (бассейны морей и озёр), понижениях (Западно-Сибирская аккумулятивная равнина). Следовательно, пенепленизация — это выравнивание рельефа в результате снижения водораздельных пространств по отношению к сравнительно стабильному положению в течение длительного времени общего базиса эрозии, которое приводит к образованию собственно пенеплена.